# هلنتال
هلنتال (به آلمانی: Hellenthal) یک شهر در آلمان است که در اویسکیرشن واقع شده‌است. هلنتال  ۸٬۵۱۸ نفر جمعیت دارد.